# Wtyk straszyk
Wtyk straszyk, straszyk szczawiowiec (Coreus marginatus) – gatunek owada z rzędu pluskwiaków. Ma podłużne, owalne, skórzaste ciało, którego długość dochodzi do 16 mm. Brzegi odwłoka poszerzone i zawinięte lekko do góry. Można go spotkać na wilgotnych łąkach, brzegach zbiorników wodnych, od kwietnia do października. Do bytowania i żerowania wybiera rośliny z rodziny rdestowatych (najczęściej szczaw), na których można spotkać zarówno larwy jak i imagines. Samica składa jaja w maju. Dorosłe osobniki zimują.

## Galeria

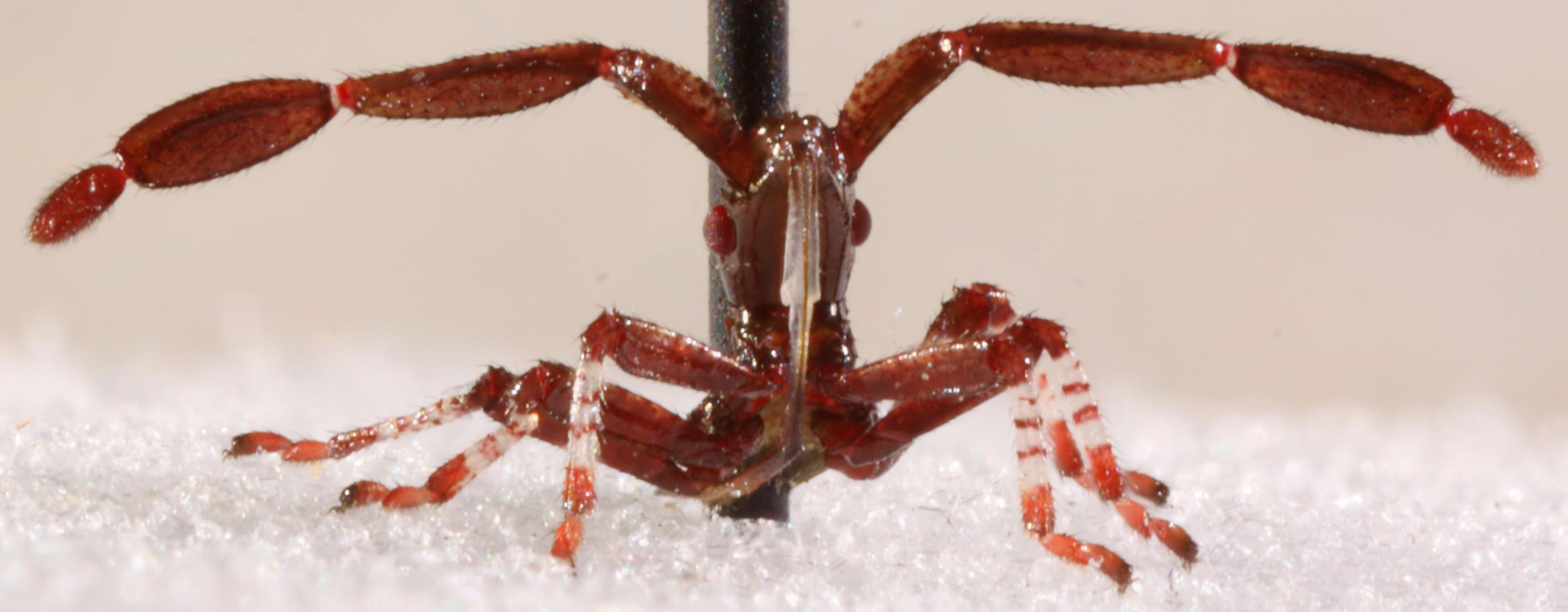
Świeżo wykluta nimfa Coreus marginatus ukazująca stosunkowo duże czułki
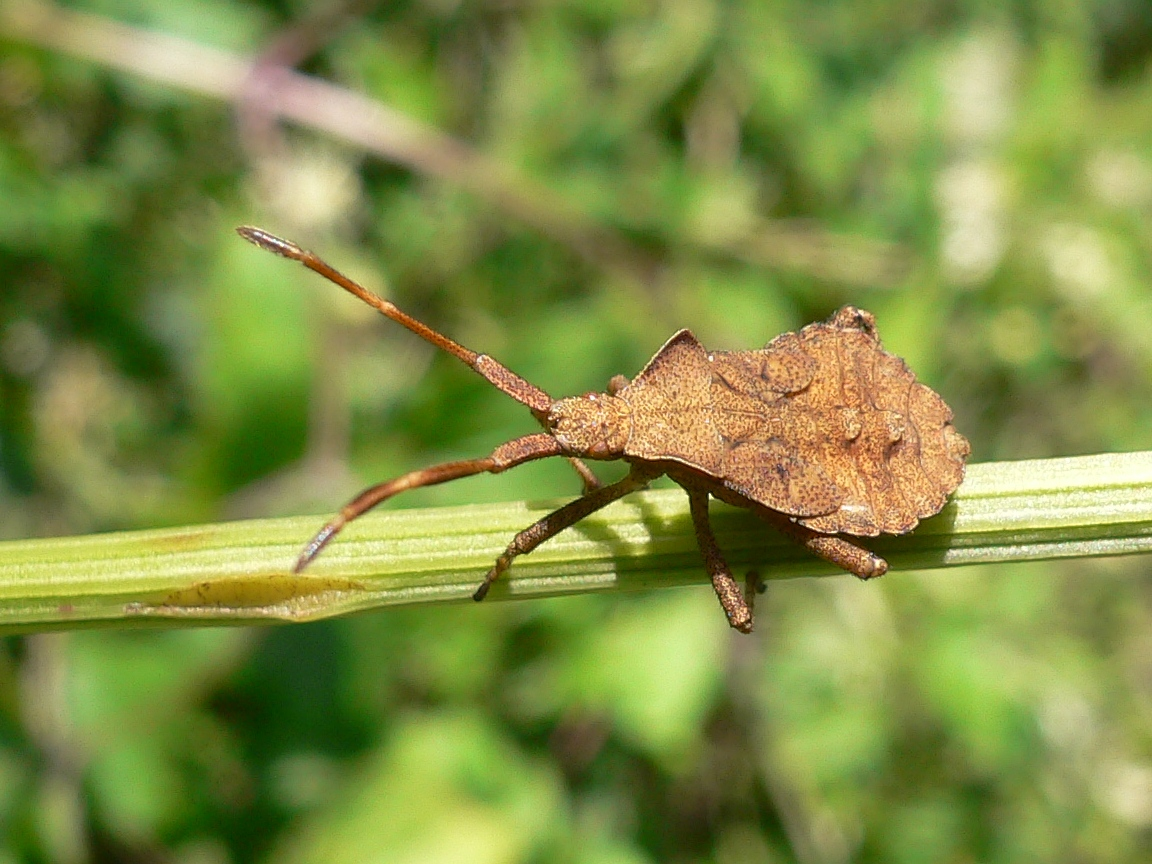
Larwa
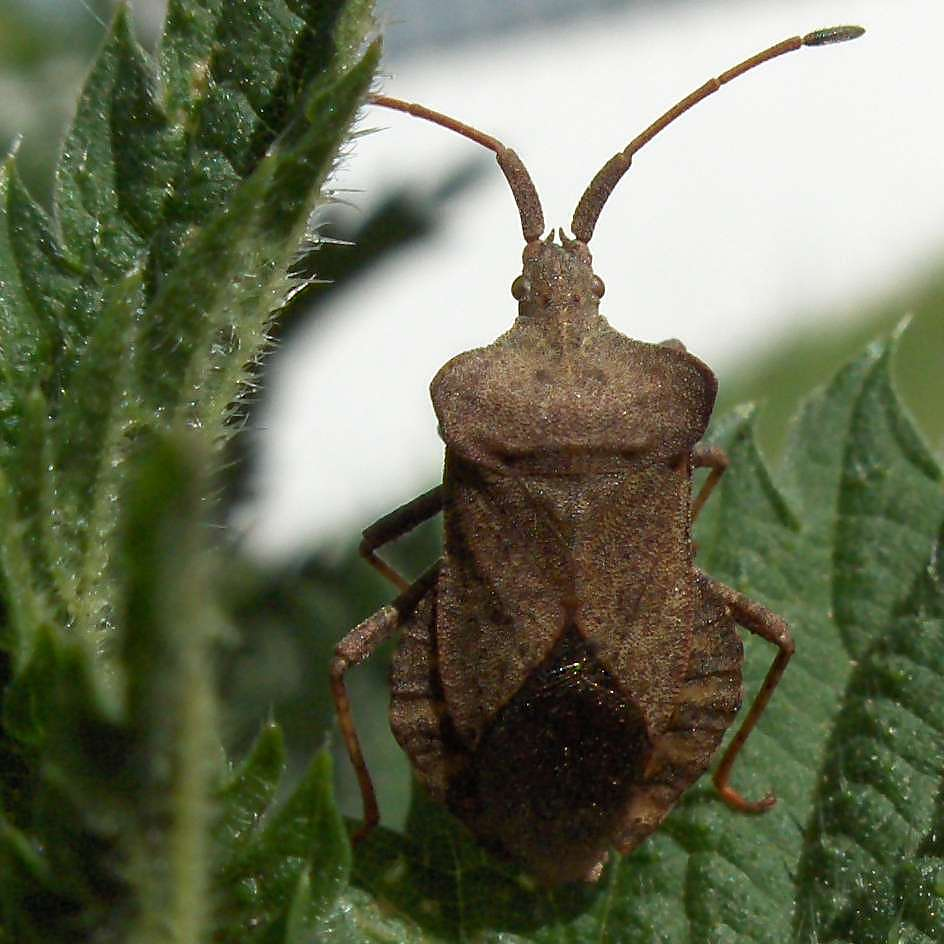
Coreus marginatus ma między czułkami dwie małe wypustki, znane jako wzgórki czułkowe, które można wykorzystać do odróżnienia tego gatunku od innych powierzchownie podobnych gatunków
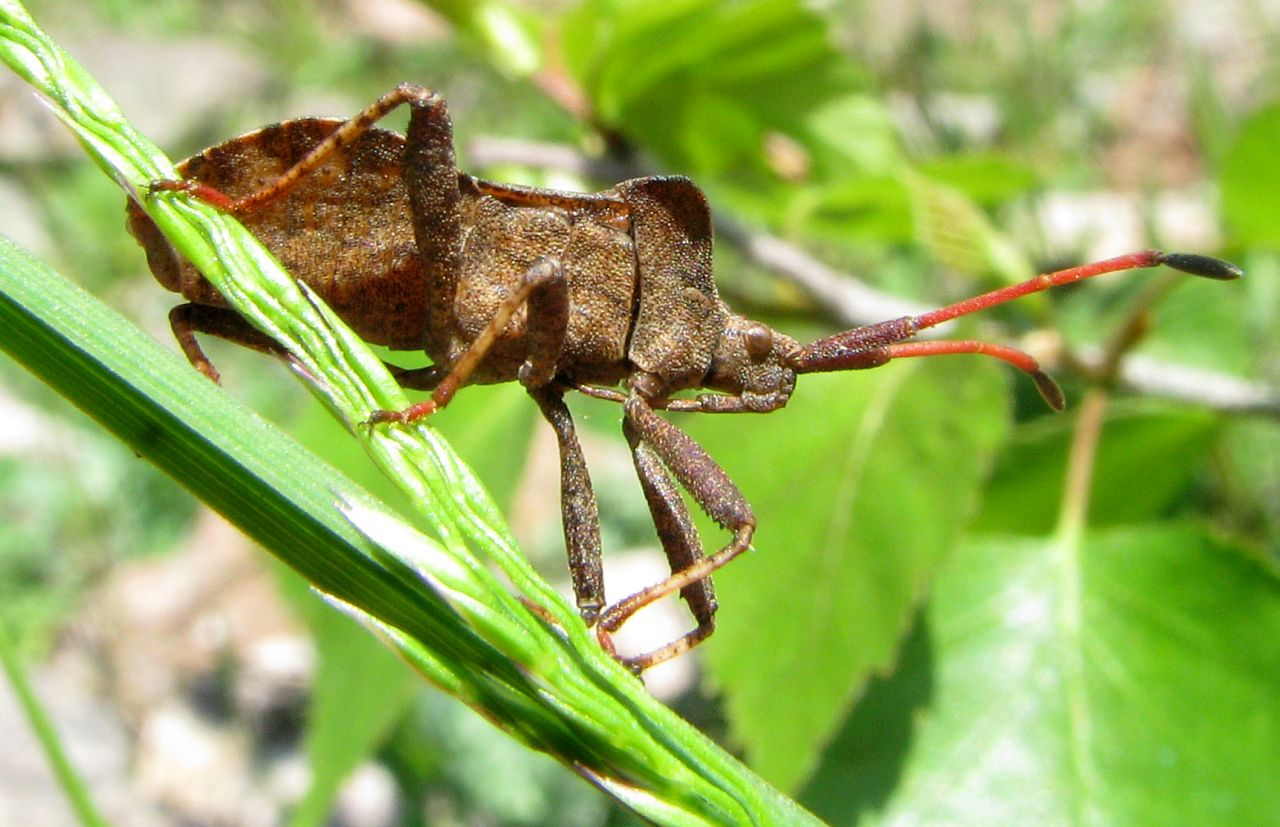
Dorosły Coreus marginatus pokazujący spód z potężną trąbką ssącą